# Гликман, Марк Михайлович
Ма́рк Миха́йлович Гли́кман (род. 8 декабря 1987, Фрунзе) — актёр театра и кино. Работает в Русском театре драмы имени Чингиза Айтматова.

## Биография
Марк Гликман родился в городе Фрунзе Киргизской ССР, еврей.
В 2006 год окончил школу-лицей № 17 имени Александра Сергеевича Пушкина в Бишкеке.
В 2008 году учился в Институте искусств имени Бюбюсары Бейшеналиевой, мастерская заслуженного артиста Российской Федерации Андрея Константиновича Петухова, откуда был отчислен.
Во время учёбы служил пономарём Воскресенского собора в Бишкеке.
В 2009 году был принят в труппу Русского театра драмы имени Чингиза Айтматова.
В 2010 году окончил Школу-студию актерского мастерства в Русском театре драмы имени Чингиза Айтматова, мастерская Ибрагимовой Эльвиры Борисовны.
В 2011 году из-за конфликта с руководством ушёл из театра. Спустя время вернулся, выйдя на сцену в новой роли в премьерном спектакле.
В 2013 году поступил на учёбу в мастерскую Андрея Ивановича Русинова (Екатеринбургский государственный театральный нститут.
В 2015 году был направлен от Киргизии на повышение квалификации в IX Международную летнюю театральную школу Союза театральных деятелей России (мастерская В. М. Фильштинского).
В 2016 году прошёл обучение в Театральной школе СТД Александра Калягина.
Работает в Русском театре драмы имени Чингиза Айтматова.

## Спектакли

### Государственный Русский театр драмы имени Чингиза Айтматова
2009
- «Смерть Тарелкина», режиссёр Татьяна Захарова — Тело[9]
- «Слишком Женатый Таксист», режиссёр Вячеслав Бродянский — Бобби Франклин
- «Как пришить старушку», режиссёр Татьяна Захарова — Мышь
- «Ограбление вполночь», режиссёр Валерий Крайнов — Полицейский
- «Ромео и Джульетта», режиссёр Вячеслав Бродянский — Ромео[10]
- «Скват», режиссёр Анатолий Адали — Самир Белькасэм
- «Кошкин Дом», режиссёр Ибрагимова Эльвира — Петя
- «За двумя зайцами», режиссёр Вячеслав Броднский — Йоська
- «Красное яблоко», режиссёр Нурлан Асанбеков — Парень
- «Обыкновенная Горошина», режиссёр Эльвира Ибрагимова — Принц
- «Пираты карибского моря», режиссёр Эльвира Ибрагимова — Кот
- «Кот в сапогах», режиссёр Эльвира Ибрагимова — Жак-простак

2010
- «Карабас Барабас», режиссёр Эльвира Ибрагимова — Артемон
- «Свадьба (не) в Малиновке», режиссёр Вячеслав Бродянский — Андрейка
- «Вождь краснокожих», режиссёр Валерий Крайнов — Джон
- «Волшебная лампа Аладдина», режиссёр Нелли Плешакова — Аладдин

2011
- «Сон в летнюю ночь», режиссёр Вячеслав Виттих — Лизандр

2012
- «Ромео и Джульетта», режиссёр Марат Амираев — Бенволио[11]
- «Чума на оба ваших дома», режиссёр Марат Амираев — Бенволио
- «Отелло», режиссёр Нурлан Асанбеков — Кассио
- «Король Лир», режиссёр Акоп Казанчан — Эдмунд[12]
- «Золушка», режиссёр Нелли Плешакова — Принц
- «Рай», режиссёр Нелли Плешакова — Ваня
- «Агония любви», режиссёр Марат Амираев — Дон-Карлос
- «Боинг-Боинг», режиссёр Юрий Ханинга-Бекназар — Бернард
- «Хитроумная Влюбленная», режиссёр Валерий Крайнов — Люсиндо
- «Бременские музыканты», режиссёр Валерий Крайнов — Трубадур
- «Принцесса и свинопас», режиссёр Эльвира Ибрагимова — Принц

2015—2018
- «Бунин. Этюды», режиссёр Козлов Григорий Михайлович — рассказы «чистый понедельник»,"месть"
- «Манкурт», режиссёр Барзу Абдураззаков[13]
- «Трое на плоту» — почтальон, официант
- «Клиническая комедия», режиссер Адали Анатолий — Майкл Конноли
- «Смешные Деньги» FUNNY MONEY, режиссер Крайнов Валерий — Генри Перкинс (центральная роль)
- «Волшебник изумрудного города», режиссер Крайнов Валерий — Людоед

2019
- «Люди мира сего», режиссёр Валерий Крайнов — замдиректора[14]

## Фильмография
- 2010 — «Любовь в режиме online» — Марк[15][16][17][18][19]
- 2014 — «Король Лир» — Эдмунд. Режиссёр: Акоп Казанчан.
- 2016 — «Адалиты. Одни из Нас», комедия — Ромео. Режиссёр: Ашот Кещян.
- 2016 — «Всемирные Игры Кочевников» — Александр Македонский.
- 2017 — «Все только начинается» комедия — Абдул (бандит). Режиссёр: Михаил Эм.

## Озвучивание
- 2015 — «Могила девушки» / The Girl’s Grave — триллер — ученик Ин Су.
- 2015 — «Жизнь моя, моя любовь» — комедия / Nayi Inseng — Nayi Sarang — Гитэ (эпизод).
- 2015 — «Путь» — боевик Костя. Режиссёр: Илья Нехаев.
- 2016 — «Путешествие с бомбой» — закадровый перевод. Режиссёр: Нурлан Абдыкадыров.

## Телевидение
- Гость эфира телепередачи «Шаардыктар»[20].
- Девятая школа. «Бунин. Этюды». Режиссёр: Григорий Козлов.

## Аудио-дневник
- АУДИО-ДНЕВНИК- Марк Гликман «Герой своего времени» Проза М. Ю. Лермонтова, мои размышления о жизни, о любви Афоризмы, цитаты великих людей, воспоминания из жизни. // май 2013 года.
- АУДИО-ДНЕВНИК- Марк Гликман «Монолог Размышление» Афоризмы, цитаты великих людей, воспоминания из жизни. Размышления на тему несчастной любви. Проза М. Ю. Лермонтов. // июнь 2013 года.
- АУДИО-ДНЕВНИК- Марк Гликман «Письма Богу» Метафоры о любви. Письма Сергея Бодрова. Стихи, размышления с самим собой, размышления о любви. Афоризмы, цитаты великих людей, воспоминания из жизни. // июль 2014 года.

## Хореографическая деятельность
- Народный Балкарский Ансамбль танца «Къууанч» — 4 года, танцор
- Ансамбль танца «Асса» г. Екатеринбург — 1 год, танцор
- Школа танцев Shool.kg — Лезгинка — 4 месяца, преподаватель — женская, мужская партия
- Школа танцев Bogema — Лезгинка — 2 месяца, преподаватель — женская, мужская партия[8].

## Режиссерская деятельность
- 2014 г. Фестиваль бардовской песни — 1 место.
- 2014 г. Театральный фестиваль среди вузов КР «КНУ» постановка. У. Шекспир «Укрощение строптивой» — 1 место.
- 2015 г. Театральный фестиваль среди вузов КР «КНУ» постановка М. Ю. Лермонтов «Герой нашего времени» «Белла» — 1 место.
- 2016 г. Театральный фестиваль среди вузов КР «КНУ» постановка Ф. М. Достоевский «Идиот» — 1 место.

## Семья
В 2010 году состоял в браке с Вероникой Рыковой, артисткой Русского театра. Женат вторым браком: сыграл свадьбу по еврейским обычаям (с хупой) и венчался в Свято-Воскресенском соборе Бишкека по православным законам.